# Hagenthal-le-Haut
Hagenthal-le-Haut település Franciaországban, Haut-Rhin megyében. Lakosainak száma 745 fő (2022. január 1.). Hagenthal-le-Haut Folgensbourg, Hagenthal-le-Bas, Leymen, Bettlach és Liebenswiller községekkel határos.

## Népesség
A település népességének változása:
| Lakosok száma | 638  | 641  | 659  | 664  | 673  | 706  | 719  | 732  | 745  |
|               | 2013 | 2015 | 2016 | 2017 | 2018 | 2019 | 2020 | 2021 | 2022 |